# Adolf Kussmaul
 (février 2016).
Si vous disposez d'ouvrages ou d'articles de référence ou si vous connaissez des sites web de qualité traitant du thème abordé ici, merci de compléter l'article en donnant les références utiles à sa vérifiabilité et en les liant à la section « Notes et références ».
Adolf Kussmaul (ou Philipp Adolf Konrad Kußmaul pour son nom complet en allemand), né à Graben près de Karlsruhe le 22 février 1822 et mort à Heidelberg le 28 mai 1902 , est un médecin et chercheur badois, également coauteur du personnage de Biedermeier.

## Biographie
Adolf Kussmaul est issue d'une lignée de médecins. Après des études à Mannheim et Heidelberg, il entreprend en 1840 des études de médecine à l'université de Heidelberg. En 1846, il passe l'examen d'État et devient assistant de Karl von Pfeufer. En 1847 et 1848, il achève ses études à Vienne et à Prague. Il sert ensuite pendant deux ans comme médecin militaire dans l'armée badoise lors de la guerre contre le Danemark. Il quitte l'armée en 1849 et jusqu'en 1853 exerce comme praticien à Kandern (Forêt-Noire), où il se marie en 1850.
Des raisons de santé l'empêchent de continuer à exercer en cabinet. Il se rend à Wurtzbourg, où enseigne Rudolf Virchow, pour travailler à sa thèse. En 1855, à Würzburg, il devient docteur en médecine et passe la même année un doctorat d'État à Heidelberg.
Deux ans plus tard, il devient professeur extraordinaire à Heidelberg. En 1859, il est appelé à Erlangen, où il est nommé président de la section de médecine interne. En 1863, il exerce les mêmes fonctions à Fribourg-en-Brisgau, puis en 1876 à Strasbourg. En 1886, il se retire à Heidelberg, où il devient conseiller secret et citoyen d'honneur de la ville.

## Travaux
Il apporta de nombreuses et solides contributions dans beaucoup de domaines, entre autres la psychologie, la chimie physiologique, la pathologie et la neurologie. En outre, il mit au point certains procédés de diagnostic et de thérapeutique des plus utiles, notamment :
- Un rythme respiratoire observé dans les acidoses métaboliques, notamment cétoniques dans le diabète, appelé la respiration de Kussmaul (ou plus souvent dyspnée de  Kussmaul) : une respiration ample et profonde, pénible, faisant suite à une polypnée rapide et superficielle. Elle reflète l'épuisement du poumon qui n'arrive plus à évacuer assez de dioxyde de carbone pour compenser l'acidose métabolique. Elle est donc un signe de mauvais pronostic, annonciateur d'une défaillance d'organe et d'un coma, constat fait par Kussmaul à l'époque ;
- la pompe d'estomac, une technique chirurgicale pour traiter la sténose (rétrécissement) du pylore ;
- le prélèvement du suc gastrique pour examen ;
- il fut un des pionniers des essais de gastroscopie en 1868, mais du abandonner son projet, faute de source lumineuse assez puissante et fiable [1];
- la description des pouls paradoxaux lors d'une péricardite (appelé pouls de Kussmaul) ;
- la description de la maladie des artères dite de Kussmaul-Maier.

Avec son compagnon d'études Ludwig Eichrodt, il inventa la figure du maître d'école dans la campagne souabe, Gottlieb Biedermeier, un personnage à qui il suffit pour être heureux sur terre d'avoir sa modeste demeure, son petit jardin étroit, ses vêtements tachés et son sort misérable d'instituteur méprisé dans un village. C'est toute l'époque qu'on nomma par la suite d'après ce personnage. Il utilise le pseudonyme de (Dr) Oribasius.

## Galerie

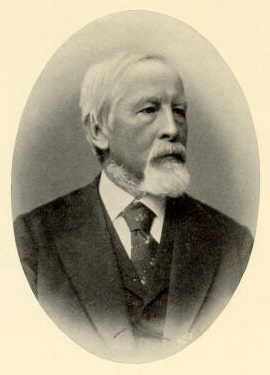
Adolf Kußmaul
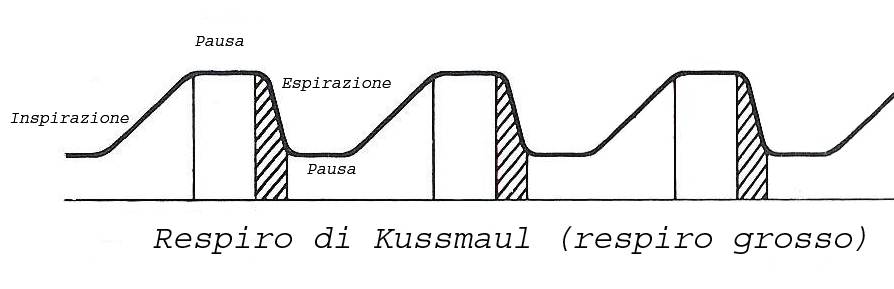
(it) Dyspnée de Kussmaul
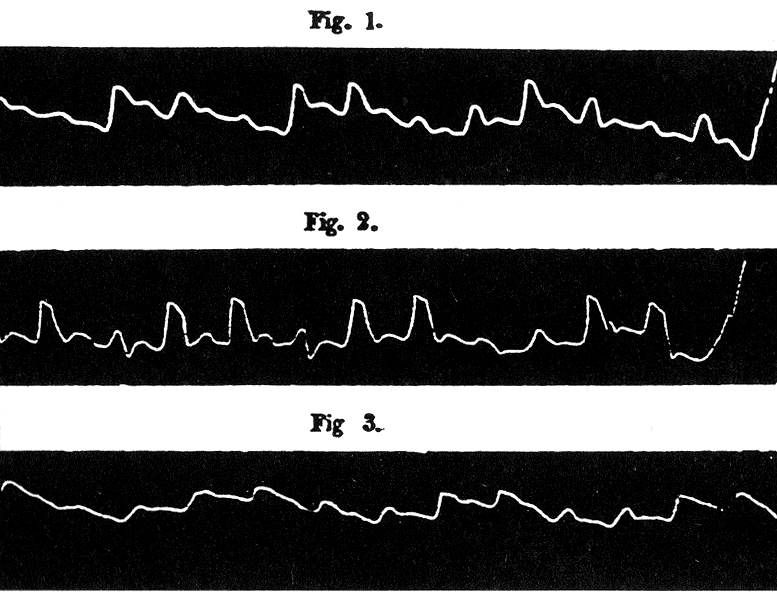
Pouls paradoxal de Kussmaul
(en) Respiration de Kusmaul

## Éponymes

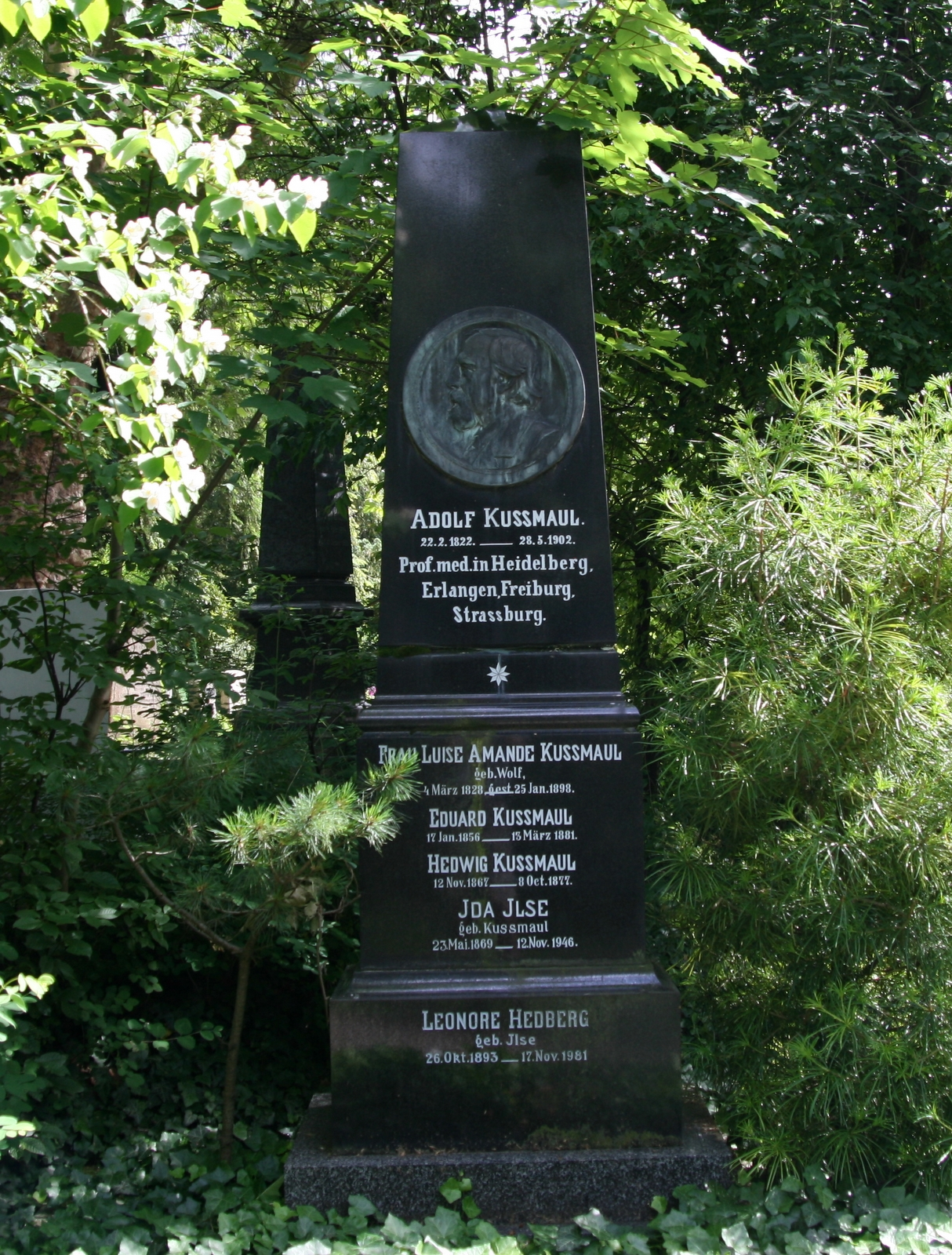
Monument funéraire sur la tombe d'Adolf-Kussmau à Heidelberg

- Syndrome de Kussmaul-Landry (1859). Kussmaul a décrit en même temps que Jean Baptiste O. Landry (1826-1865) et indépendamment de lui la paralysie symétrique ascendante et flasque, la forme la plus sévère du syndrome de Guillain-Barré (syndromes de polyradiculite, paralysie de Landry, « polynevritis acuta ascendens ») : paralysie flasque des jambes avec abolition des réflexes tendineux, progression rapide de la paralysie vers les muscles de la ceinture pelvienne, paralysie des nerfs crâniens et décès rapide par paralysie respiratoire périphérique et centrale
- Pouls paradoxal de Kussmaul (1873)
- Respiration ou dyspnée de Kussmaul (1874)
- Aphasie (ou alexie) de Kussmaul (1877). Il s'agit d'une variété d'aphasie sensorielle (corticale) totale qualifiée d'alexie corticale (« Alexia corticalis ») avec altération du « langage intérieur », de la compréhension de la lecture et de l'écriture, et incapacité à répéter. Le contrôle et le débit de la parole spontanée sont perturbés, avec production de paraphasies syllabiques et verbales. Sous cette dénomination sont également désignés des cas de mutisme psychogène observé dans diverses circonstances (mutisme sélectif, stupeur psychogène et sidération déclenchée par la peur).
- Coma de Kussmaul
- Artères de Kussmaul-Maier

## Œuvres
- Die Farbenerscheinungen im Grunde des menschlichen Auges, Heidelberg, K. Groos, 1845.
- Untersuchungen über den Einfluss, welchen die Blutströmung auf die Bewegungen der Iris und andrer Theile des Kopfes ausübt.
- Zwei Fälle tödtlich abgelaufender Chloroformbetäubung, von welchen der eine Gegenstand gerichtlicher Untersuchung geworden ist, Deutsche Zeitschrift für die Staatsarzneikunde, Erlangen, 1853, 1 : 451-456.
- Untersuchungen über Ursprung und Wesen der fallsuchtartigen Zuckungen bei der Verblutung, sowie der Fallsucht überhaupt, avec A. D. Tenner, Frankfurt am Main, 1857.
- Von dem Mangel, der Verkümmerung und der Verdoppelung der Gebärmutter, von der Nachempfängnis und der Ueberwanderung des Eies, Würzburg, 1859.
- Zwei Fälle von Paraplegie mit tödlichem Ausgang ohne anatomisch nachweisbare oder toxische Ursache. Erlangen 1859
- Untersuchungen über das Seelenleben des neugeborenen Menschen. Programm usw, Leipzig, 1859; 2. Auflage, Tübingen, 1884.
- Untersuchungen über den constitutionellen Mercurialismus und sein Verhältniss zur constitutionellen Syphilis, Würzburg, 1861.
- Ueber die Behandlung der Magenerweiterung durch eine neue Methode mittelst der Magenpumpe. Rede anlässlich eines Geburtsfestes, Freiburg im Breisgau, Universitäts-Buchdruckerei von H.M.Poppen, 1869. Deutsches Archiv für klinische Medicin, Leipzig, 1869, 6 : VI + 636, eller : 455-500.
- Zwanzig Briefe über Menschenpocken - und Kuhpockenimpfung, Freiburg, 1870.
- Zur Lehre von der Tetanie, Berliner Klinische Wochenschrift, 1872, 9 : 441-444.
- Über die fortschreitende Bulbärparalyse und ihr Verhältniss zur progressiven Muskelatrophie, Leipzig, 1873.
- Die Störungen der Sprache. Versuch einer Pathologie der Sprache, Leipzig, F. C. W. Vogel, 1877 ; 3. Auflage, 1885.
- Dr Benedict Stilling. Eine Gedächtnissrede, Straßburg, 1879. [Benedikt Stilling, anatomiste et chirurgien allemand, 1810-1879]
- Aus meiner Dozentenzeit in Heidelberg Hrsg. von V. Czerny. Stuttgart, 1903. 3. und 4. Auflage, München/Berlin, 1925.
- Jugenderinnerungen eines alten Arztes[2], Stuttgart, 1899. 9. Auflage, 1912. 14.-18. Auflage, Stuttgart, 19231. 20. Auflage, München, 1960.